# Aichi D3A
De Aichi D3A (Japans: 愛知99式艦上爆撃機, Aichi-kyū-kyū-shiki-kanjō-bakugeki-ki), geallieerde codenaam Val, was een Japanse duikbommenwerper uit de Tweede Wereldoorlog die in 1938 werd ontworpen door Aichi. Het toestel was in het begin van de oorlog de belangrijkste duikbommenwerper van de Japanse Keizerlijke Marineluchtmacht die vanaf vliegdekschepen kon worden gelanceerd en speelde daarom een belangrijke rol tijdens Pearl Harbor.

## Ontwikkeling
De Aichi was bedoeld om de D1A-dubbeldekkers van de Japanse luchtmacht te vervangen. Het ontwerp was gebaseerd op de Duitse He-70 met zijn ellipsvormige vleugels. De romp leek veel op de Zero, maar was veel stijver om de krachten te weerstaan tijdens duikvluchten. Het toestel vloog relatief langzaam, en er was geen intrekbaar landingsgestel.
Het eerste prototype vloog in januari 1938 maar de vliegeigenschappen vielen in eerste instantie tegen. Het motorvermogen was te gering en het toestel was instabiel tijdens ruime bochten. Ook de duikremmen vibreerden heftig wanneer de snelheid boven de 370 km/u kwam. Het ontwerp werd hierop aangepast en werd als D3A1 besteld in december 1939.
De motor was een Mitsubishi MK8 Kinsei 44 van 1000 pk. De bewapening bestond uit twee 7,7-mm-mitrailleurs plus een bom van 250 kg (140 kg bij Pearl Harbor) onder de romp, met eventueel twee extra bomme nvan 60 kg onder de vleugel. De snelheid bedroeg 435 km p/u op 2500 m. Het plafond bedroeg 10.400 m, de actieradius was 2030 km, het leeggewicht 1325 kg en geladen woog de Aichi 2010 kg. De spanwijdte bedroeg 15,54 m bij een lengte van 11,02 m.

## Operaties
In de eerste tien maanden van de oorlog nam het toestel deel aan alle belangrijke aanvallen vanaf vliegdekschepen. Ze brachten soms aanzienlijke schade toe aan de Amerikaanse kruisers en vliegdekschepen. Ook werden de toestellen vanwege hun wendbaarheid soms ingezet als geïmproviseerde jachtvliegtuigen(nadat ze hun bom hadden afgegooid).
Bij Pearl Harbor werd het slagschip USS Arizona door Aichi's getroffen. De Britse slagschepen HMS Repulse en HMS Prince of Wales volgden drie dagen later nabij Malakka.
Later, in de zeeslagen van de Koraalzee en bij Midway, brachten ze de USS Lexington (die later zonk) zware schade toe in de Koraalzee. Tevens troffen ze de USS Yorktown en de torpedojager USS Hammann.
Tegen de Amerikaanse Grumman F4F Wildcats en andere jagers waren ze echter niet opgewassen. Hun landingsgestel kon niet ingeklapt worden zoals bij andere vliegtuigen. Door de uitgestoken wielen werd de Aichi afgeremd in zijn snelheid.
Na de introductie van de Yokosuka D4Y Suisei werden de D3A's ingezet vanaf landbases of kleinere vliegdekschepen en daarna geleidelijk uitgerangeerd tot lesvliegtuig. In het laatste jaar van de oorlog werden de toestellen gebruikt voor kamikazemissies.